# Dioithona propinqua
Dioithona propinqua is een eenoogkreeftjessoort uit de familie van de Oithonidae. De wetenschappelijke naam van de soort is voor het eerst geldig gepubliceerd in 1964 door Herbst.